# Luther Ingram
Luther Ingram (ur. 30 listopada 1937 w Jackson, zm. 19 marca 2007 w Belleville w stanie Illinois) – amerykański piosenkarz i producent związany z gatunkiem muzyki R&B. W czasie swojej kariery występował między innymi u boku Isaaca Hayesa i Ike Turnera. Wylansował takie przeboje jak If Loving You Is Wrong, Ain't That Loving You, I’ll Be Your Shelter i You Never Miss Your Water. Przez lata chorował na cukrzycę i borykał z częściową ślepotą.